# Parafia Trójcy Świętej w Sosnowicy
Parafia Trójcy Świętej w Sosnowicy – parafia rzymskokatolicka w Sosnowicy.
Parafia erygowana w 1685. Obecny kościół parafialny murowany, wybudowany w 1797 roku przez Teklę Sosnowską, wojewodzinę połocką, konsekrowany w 1804 roku przez biskupa lubelskiego Wojciecha Skarszewskiego. Świątynia mieści się przy Placu Kościuszki.
Terytorium parafii obejmuje: Bohutyn, Górki, Hola, Izabelin, Komarówka, Kropiwki, Libiszów, Lipniak, Mościska, Olchówka, Orzechów-Kolonia, Nowy Orzechów, Stary Orzechów, Pasieka, Pieszowola, Sosnowica, Sosnowica-Dwór, Turno, Turno-Osada, Zacisze, Zbójno oraz Zienki.